# 台州专区
州专区，中华人民共和国浙江省已撤销的专区，在今浙江省东南部。
1949年6月，中共政权占领此地，设立浙江省第六专区。同年10月10日，第六专区改称台州专区，专员公署驻临海县（在今台州市境）。辖临海、温岭、仙居、天台、三门、黄岩、宁海7县及海门区和临海城关区。1950年，撤销临海城关区，并入临海县。
1952年，将宁海县划归宁波专区。1954年，撤销台州专区，将临海、天台、三门3县划归宁波专区；黄岩、温岭、仙居3县及海门区划归温州专区。 1957年，恢复台州专区，专署驻临海县。辖原属宁波专区的临海、宁海、三门、仙居、天台5县及原属温州专区的温岭、黄岩2县，专区共辖7县。
1958年10月，撤销宁海县，并入象山县（属宁波专区）；撤销三门县，并入临海、象山2县。同年，撤销台州专区，将临海、温岭、黄岩、仙居4县划归温州专区；天台县划归宁波专区。温州专区的洞头县并入玉环县。
1962年，再恢复台州专区，专署驻临海县。辖原温州专区所属临海、温岭、仙居、黄岩4县和宁波专区所属天台县；恢复三门、玉环（于1960年并入温州市和温岭县）2县。专区辖7县。1973年，撤销台州专区，改置台州地区。